# Door Kickers
Door Kickers est un jeu vidéo de tactique en temps réel développé et publié par le studio indépendant roumain KillHouse Games.
Le jeu est sorti pour Microsoft Windows le 20 octobre 2014 et plus tard pour iOS et Android le 24 juin 2015 et le 4 septembre 2015 respectivement. Une version pour Nintendo Switch est sortie le 26 décembre 2020, publiée par QubicGames. Dans Door Kickers, le joueur commande l'équipe SWAT du département de police fictif de Nowhere City, les menant contre les criminels violents et les terroristes de la ville.
Un jeu d'action à défilement horizontal, Door Kickers: Action Squad, est sorti en 2017. Une suite directe avec un système de jeu plus fidèle, Door Kickers 2: Task Force North, est sortie en 2020.

## Système de jeu
Door Kickers combine des éléments de jeux de stratégie et de jeux de tir tactiques. Le jeu se joue dans une perspective 2D, vue d'en haut, offrant une vue complète de chaque niveau et permettant un contrôle total des personnages jouables.
Le gameplay est divisé en trois phases : déploiement, planification et engagement. Lors du déploiement, le joueur reçoit un aperçu de base du niveau, sélectionnant les soldats SWAT qu'il souhaite utiliser et les plaçant dans des positions de déploiement prédéfinies. Lors de la planification, le jeu est mis en pause et le joueur est invité à planifier les mouvements et les actions individuels de chaque soldat ; la mesure dans laquelle le joueur le fait dépend entièrement de lui, et les joueurs peuvent librement planifier l'entrée de base, cartographier les actions de l'équipe tout au long du niveau, ou même ignorer complètement la planification. Lors de l'engagement, le jeu n'est pas interrompu et les soldats suivent le chemin et les actions qui leur sont assignés ; le joueur peut toujours tracer des chemins pendant la phase d'engagement et peut basculer entre l'engagement et la planification à tout moment.
Le cheminement de chaque soldat est créé en traçant une ligne allant d'un soldat (ou d'un cercles de déplacement) à un autre emplacement du niveau. Lorsqu'ils sont actifs, les soldats tireront automatiquement sur tous les ennemis qui entrent dans leur ligne de vue, à l'exception des soldats de classe Furtif lorsqu'ils ne sont pas détectés et des soldats lorsqu'ils tiennent des suspects non armés sous la menace d'une arme. Les cercles blancs indiquent un positionnement (par exemple, faire face spécifiquement dans une certaine direction), tandis que les cercles bleus indiquent des actions (telles que forcer une porte, lancer des grenades ou collecter des preuves). Les icônes orange sur les cercles de déplacement ou les soldats indiquent un ordre de maintien, par lequel le soldat conservera une position ou s'abstiendra d'une action jusqu'à ce que les ennemis visibles soient neutralisés ou ne soient plus dans leur cône de vue, ou jusqu'à ce que le joueur lui ordonne de continuer (en cliquant dessus), ou, s'il y en a un, activer l'un des quatre "ordres de départ"). La plupart des éléments de niveau et des ennemis sont masqués par un effet de brouillard de guerre bleu translucide ou noir uni qui disparaît lorsque le cône de visée d'un soldat le traverse.
Certaines missions incluent le soutien d'un tireur d'élite, offert par un tireur d'élite invisible de la police, qui peut cibler et tuer instantanément tout ennemi visible de son côté de l'écran. Cependant, le tireur d'élite a besoin de temps pour cibler un ennemi, peut involontairement en toucher d'autres lors de tirs croisés et n'a généralement qu'une vue sur une petite partie du niveau, ce qui signifie que les joueurs ne peuvent pas compter uniquement sur lui.

### Gestion d'équipe et équipement
Le joueur gère une équipe SWAT de dix soldats, dont les classes, les armes, les armures, les utilitaires, l'équipement et le personnage peuvent être personnalisés. Chaque classe possède une variété unique d'armes, chacune ayant des statistiques adaptées à des situations et à des styles de jeu particuliers. Au fur et à mesure que l'équipe accomplit des missions, elle passera au niveau supérieur, à la fois en équipe et individuellement, améliorant ainsi ses compétences individuelles en termes de précision, de temps de réaction et de vitesse d'action. Les étoiles gagnées en accomplissant des missions peuvent être dépensées pour de nouvelles armes et équipements, tandis que les points de doctrine gagnés en augmentant le niveau de l'équipe peuvent être utilisés pour améliorer leur tactique globale et leur efficacité avec certains types d'armes.
Il existe cinq classes disponibles qui peuvent être attribuées aux soldats : Pointman, vif et rapide mais dépourvu d'arme principale, uniquement armé d'armes de poing ; Assaulter, basique et polyvalent, armé de fusils et de mitraillettes ; Breacher, spécialisé dans les brèches et le combat rapproché, armé de fusils à pompes ; Stealth, capable de s'infiltrer furtivement et de tuer les ennemis avec des armes à silencieux, mais sinon juste un Assaulter en plus faible ; et Shield, portant un bouclier balistique capable de bloquer les balles, mais également très lent, incapable de transporter du matériel ou de l'équipement utilitaire, et uniquement armé d'armes de poing.

### Campagnes et missions
Door Kickers propose six campagnes principales, chacune avec un certain nombre de missions et une intrigue impliquant les efforts du NCPD pour lutter contre le crime organisé et le terrorisme. Des missions uniques sont également disponibles, qui ne sont pas liées à une campagne et peuvent être accomplies à loisir par le joueur. Chaque mission est notée trois étoiles, attribuées au joueur en fonction des méthodes utilisées pour accomplir la mission.
Dans les campagnes, toutes les pertes subies sont conservées jusqu'à la fin (donc si un soldat est blessé, il le restera pendant toute la campagne). Si un soldat est tué au cours d'une campagne, il est définitivement perdu, ses statistiques et son rang étant réinitialisés et son personnage modifié. Les missions uniques ne disposent pas de cette mécanique, ce qui signifie que les soldats tués au cours d'une seule mission seront conservés.
Door Kickers propose un éditeur de niveau et une prise en charge complète du modding, permettant aux joueurs de créer leurs propres niveaux et de télécharger d'autres niveaux ou mods créés par l'utilisateur via Steam Workshop. Il existe également un générateur de niveaux, bien que les cartes et options disponibles soient limitées.
Il existe huit types de missions : "éliminer les ennemis", où tous les ennemis du niveau doivent être neutralisés ; "Secours d'otage", similaire à au précédent mais mettant en vedette des otages civils à secourir ; "Désamorçage de bombe", où une bombe à retardement doit être désamorcée avant d'exploser ; "Stopper l'exécution", essentiellement comme le secours d'otage mais avec des ennemis qui peuvent exécuter des otages s'ils ne sont pas arrêtés dans un certain laps de temps ; « Protéger le VIP », où un VIP contrôlable doit être protégé des assassins ennemis ; « Mandat d'arrêt », lorsqu'un suspect recherché doit être appréhendé ; « Dope Raid », où les preuves doivent être récupérées avant que les suspects puissent les détruire ; et "Cambriolage en cours", où les voleurs doivent être arrêtés avant de pouvoir atteindre un point de fuite.

## Accueil
- Canard PC : 8/10[5]
- Rock Paper Shotgun a décerné à Door Kickers le prix de Best Tactics de 2014[6]